# Světový festival mládeže a studentstva

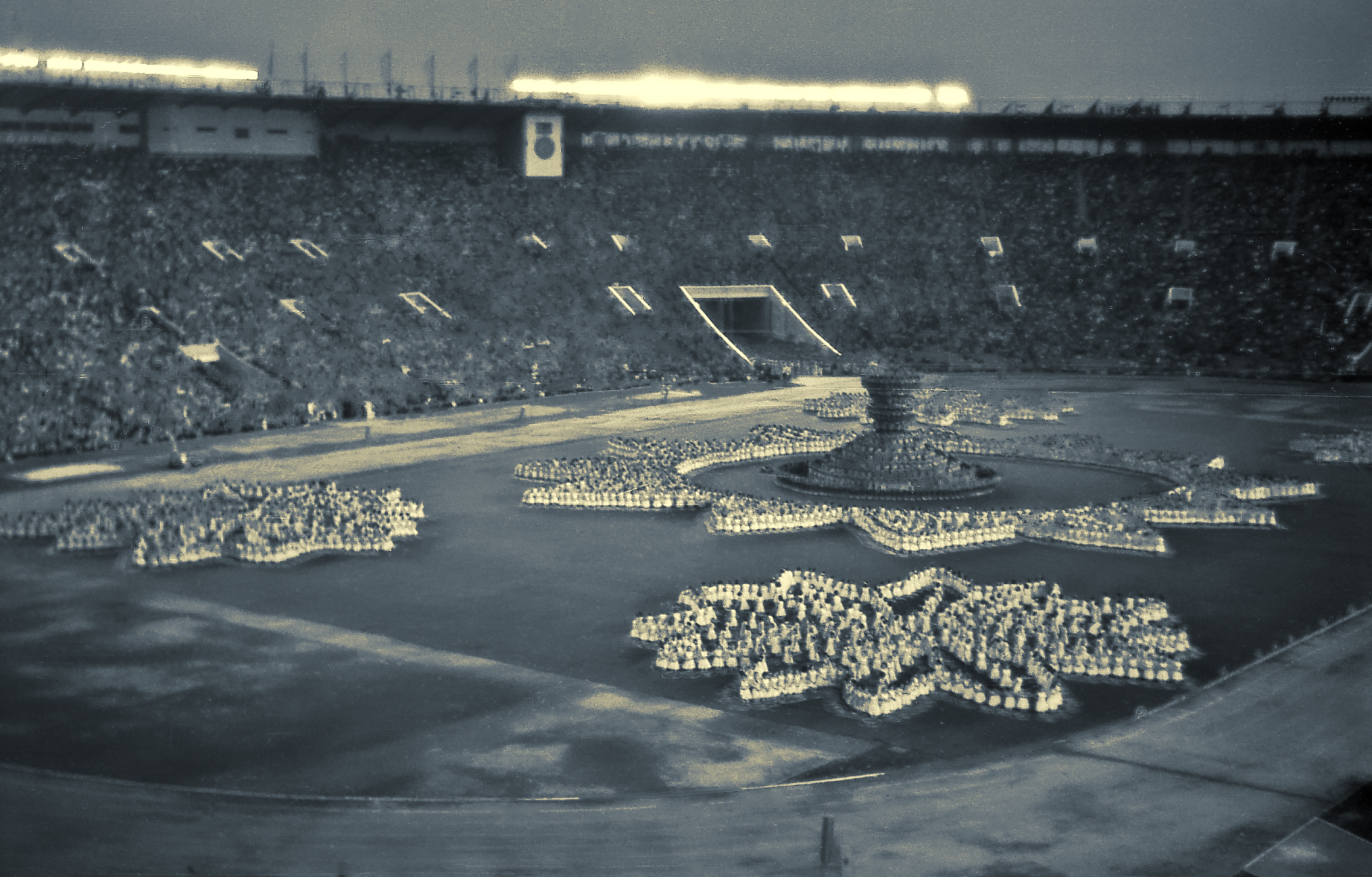
6. Světový festival mládeže a studenstva. Zahajovací ceremoniál (1957)

Světový festival mládeže a studentstva je název pravidelného mezinárodního setkání mládeže, které organizuje Světová federace demokratické mládeže. Setkání jsou pořádána od roku 1947, kdy se konalo první setkání v Praze. Účastníci jsou převážně levicově orientovaní. Devatenáctý ročník festivalu proběhl od 14. do 22. října 2017 v Moskvě a Soči.

## Historie
| Název                                         | Rok  | Místo                         | Počet účastníků | Počet zemí | Heslo |
| --------------------------------------------- | ---- | ----------------------------- | --------------- | ---------- | --- |
| I. Světový festival mládeže a studentstva     | 1947 | Praha                         | 17.000          | 71         | "Mladí spojme se, kupředu za trvalý mír! "                                                                      |
| II. Světový festival mládeže a studentstva    | 1949 | Budapešť                      | 20.000          | 82         | "Mladí, sjednoťme se, kupředu za trvalý mír, demokracii, sebeurčení národů a lepší budoucnost pro lid!"         |
| III. Světový festival mládeže a studentstva   | 1951 | Východní Berlín, NDR          | 26.000          | 104        | "Za mír, proti atomovým zbraním!"                                                                               |
| IV. Světový festival mládeže a studentstva    | 1953 | Bukurešť                      | 30.000          | 111        | "Za mír a přátelství!"                                                                                          |
| V. Světový festival mládeže a studentstva     | 1955 | Varšava                       | 30.000          | 114        | "Za mír a přátelství – proti agresivním imperialistickým vojenským paktům!"                                     |
| VI. Světový festival mládeže a studentstva    | 1957 | Moskva                        | 34.000          | 131        | "Za mír a přátelství!"                                                                                          |
| VII. Světový festival mládeže a studentstva   | 1959 | Vídeň                         | 18.000          | 112        | "Za mír, přátelství a mírovou spolupráci!"                                                                      |
| VIII. Světový festival mládeže a studentstva  | 1962 | Helsinki,                     | 18.000          | 137        | "Za mír a přátelství!"                                                                                          |
| IX. Světový festival mládeže a studentstva    | 1968 | Sofie                         | 20.000          | 138        | "Za solidaritu, mír a přátelství"                                                                               |
| X. Světový festival mládeže a studentstva     | 1973 | Východní Berlín, NDR          | 25.600          | 140        | "Za antiimperialistickou solidaritu, mír a přátelství!"                                                         |
| XI. Světový festival mládeže a studentstva    | 1978 | Havana                        | 18.500          | 145        | "Za antiimperialistickou solidaritu, mír a přátelství!"                                                         |
| XII. Světový festival mládeže a studentstva   | 1985 | Moskva                        | 26.000          | 157        | "Za antiimperialistickou solidaritu, mír a přátelství!"                                                         |
| XIII. Světový festival mládeže a studentstva  | 1989 | Pchjongjang                   | 22.000          | 177        | "Za antiimperialistickou solidaritu, mír a přátelství!"                                                         |
| XIV. Světový festival mládeže a studentstva   | 1997 | Havana                        | 12.325          | 136        | "Za antiimperialistickou solidaritu, mír a přátelství!"                                                         |
| XV. Světový festival mládeže a studentstva    | 2001 | Alžír                         | 6.500           | 110        | "Globalizujme boj za mír, solidaritu, rozvoj, proti imperialismu!"                                              |
| XVI. Světový festival mládeže a studentstva   | 2005 | Caracas                       | 17.000          | 144        | "Za mír a solidaritu, bojujme proti imperialismu a válce!"                                                      |
| XVII. Světový festival mládeže a studentstva  | 2010 | Tshwane, Jižní Afrika         | 15.000          | 126        | "Poražme imperialismus, za světový mír, solidaritu a sociální transformaci!"                                    |
| XVIII. Světový festival mládeže a studentstva | 2013 | Quito, Ekvádor                | 8.500           | 80         | "Sjednocení mládeže proti imperialismu, za světový mír, solidaritu a sociální transformaci!"                    |
| XIX. Světový festival mládeže a studentstva   | 2017 | Moskva / Soči, Ruská federace | 22.000          | 150        | "Za mír, solidaritu a sociální spravedlnost proti imperialismu - s úctou k minulosti budujeme naši budoucnost!" |